# Rīgas mūzikas instrumentu fabrika
La Rīgas mūzikas instrumentu fabrika (in lettone Rīgas mūzikas instrumentu fabrika, RmiF ) è stata un'azienda sovietica specializzata nella produzione di strumenti musicali. Situata a Riga nella RSS Lettone, era la più grande produttrice di strumenti musicali elettronici dell'URSS.

## Storia
L'azienda è stata organizzata nel dopoguerra per la produzione di sintetizzatori e batterie.
La RmiF produsse i pianoforti Riga e Riga-120, quest'ultimo premiato con una medaglia d'oro all'Esposizione delle conquiste dell'economia nazionale.
Nel 1972, la fabbrica di strumenti musicali di Riga preparò per la produzione un'unità sonora destinata all'uso con chitarre elettriche e tastiere elettroniche. L'unità audio era composta da un preamplificatore con controlli di tono, un amplificatore di potenza e altoparlanti assemblati in un unico alloggiamento.
Negli anni ottanta, i sintetizzatori Riga erano popolari tra i gruppi rock e pop dei Paesi del Patto di Varsavia.
La fabbrica venne chiusa nel 1991.

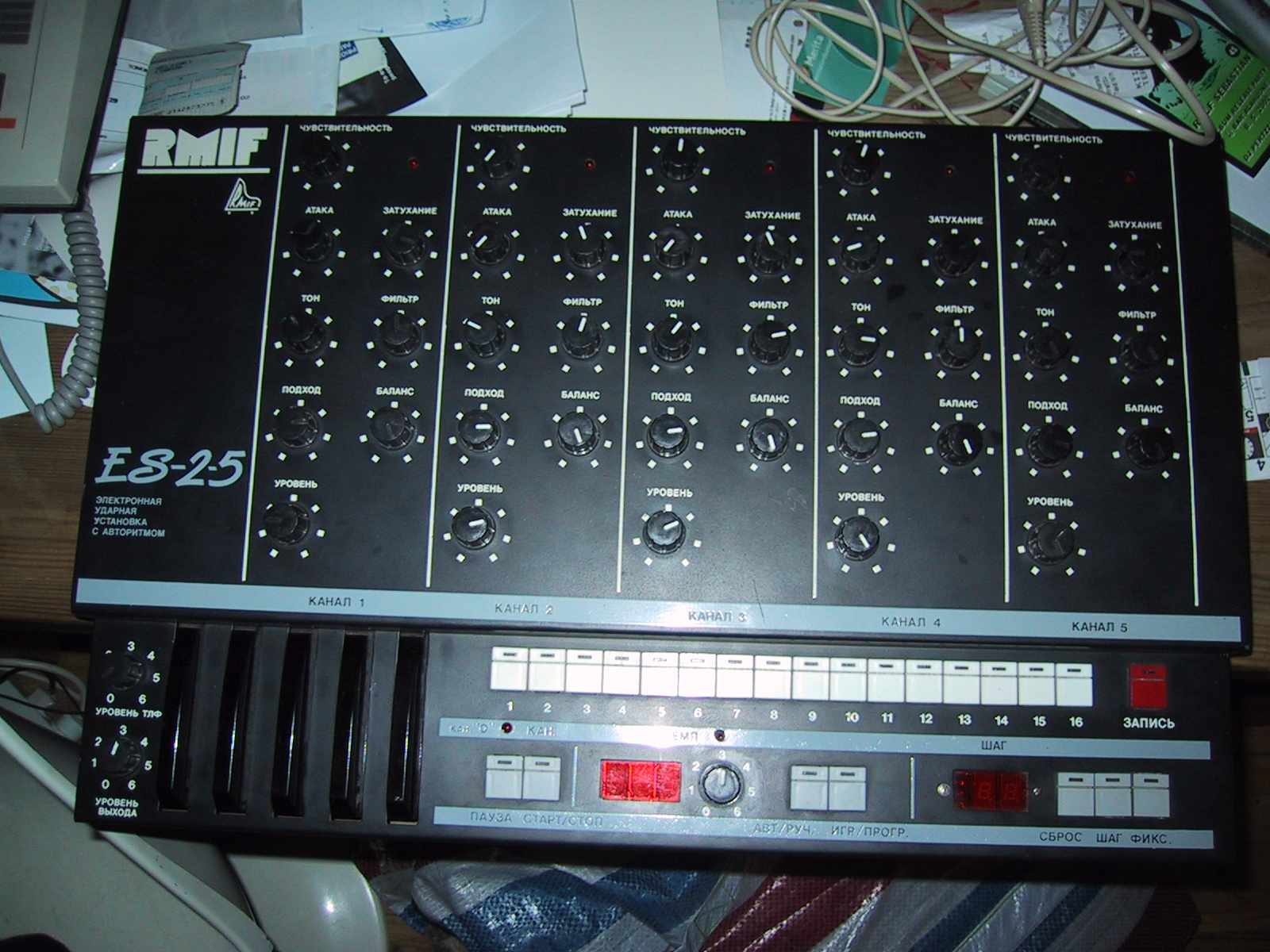
Modello sperimentale di drum machine analogica RMIF ES-2-5 prodotto nel 1991.
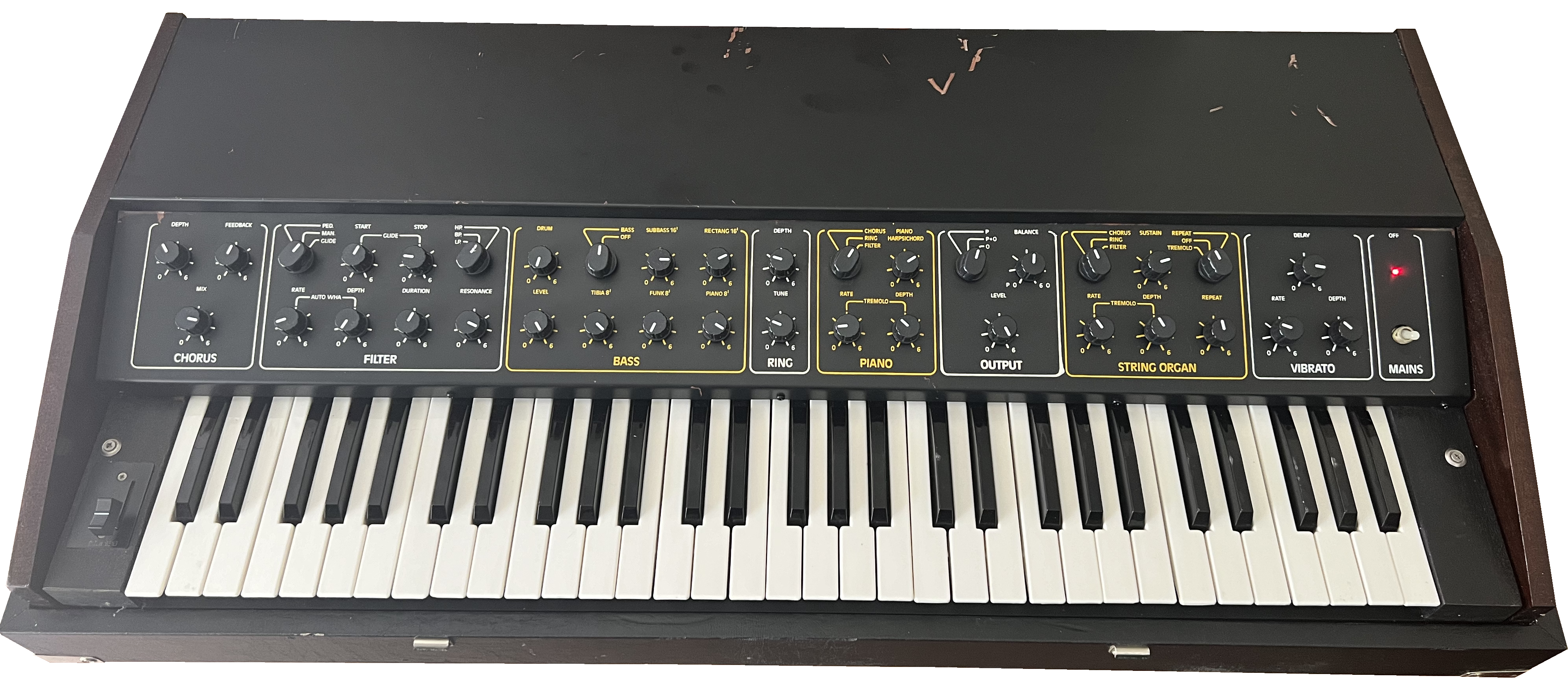
Tastiera RMIF Opus

## Prodotti

### Organi elettronici
- RMIF Perle[1]
- RMIF Miki[2]

### Sintetizzatori polifonici
- Opus[3]
- RMIF TI-3[4]
- RMIF TI-5[5]

### Batterie elettroniche
- RMIF Elsita[6]
- RMIF ES-2-5[7]